# Линда Б. Бак
Линда Б. Бак (енгл. Linda B. Buck; Сијетл, 29. јануар 1947) је америчка биологичарка, која је за откриће мирисних рецептора и организацију олфактивног (мирисног) система добила Нобелову награду за физиологију или медицину заједно са др Ричардом Акселом 2004. године.

## Живот и каријера
Линда Б. Бак рођена је 1947. у Сијетлу, Вашингтон, као друго од троје женске деце, мајке (ћерке шведских имиграната) и оца електроинжењера (ирског порекла). Линдин отац проводио је велики део слободног времена измишљајући разне ствари у подруму породичне куће, што је касније имало утицаја на Линдин животни пут: „Могуће је да су интересовања мојих родитеља за истраживања и проналаске усадили у мени афинитет за науку, иако као дете никада нисам желела да једног дана будем научник (Аутобиографија Л. Б. Бак)“.
Основно образовање Линда је стекла на Универзитету у Вашингтону, који је био само неколико миља од њене куће. Како је одувек имала жељу да помаже другима прво је показивала склоност ка психологији, размишљајући о томе да ће постати психотерапеут. Временом, њено интересовање се проширило и она је размишљала о разним могућностима за наставак каријери. Како је више година повремено путовала, и живела на оближњем острву, најзад је открила да своје даљи рад треба да усмери према имунологији, која је на њу деловала фасцинантно и тако је постала биолог.
Године 1975,, Линда започиње свој рад на одељењу за микробиологију на Универзитету Тексас, медицинског центра у Даласу (који је у то време пролазио кроз експанзивни развој у области имунологија, и постао главни центар у овој области у САД. „У Тексасу су сам научила да будем научник..(каже Линда).. Имала сам дивног саветник, Елен Витета, који је захтевао изузетност и прецизност у истраживањима, и навике које се морају стећи још у студентским данима...“
Године 1980, Линда је прешла на Универзитет Колумбија у Њујорку, где је започела рад на изради докторске тезе из имунологије са Бенвенутијем Пернисом. 
Године 1991, одлази у Бостон на место асистента професора на одсеку за неуробиологију Харвардске медицинске школе. У овој школи Линда је проширила своја сазнања о нервном систему и добила одличну подршку председник, Џерија Фицбаха, за будући рад и опремање сопствене лабораторије. Линда је 1994, постала истраживач Хауард Хјуз Медицинског института, који је великодушно подржавао њен рад наредних једанаест година. У овом периоду она је на Харварду постала сарадник, а затим и редовни професор.
Године 1994, Линда је упознала Роџер Брента, изузетно паметног колегу и научник који је од тада постао њен партнер и важан део њеног живота.

## Дело
Бурек, пита, печење у рерни, покошена трава, сумпор, само су неки од 10.000 и више различитих мириса које наш нос може да детектује. Линда Бак је већи део својих истраживања посветила изучавању баш тих мириса и њихових молекула који владају у нашем окружењу. Након дугогодишњег рада она је открила специјализоване рецепторе у слузокожи носа, а затим зоне у мозгу задужене за интерпретацију одређених мириса. Њено револуционарно истраживање је омогућило сазнање о основним механизмима функционисања чула мириса.
Бак се први пут заинтересовала за изучавање мириса касних 1980-их, јер се у у то време јако мало знало о томе како организам региструје мирисе и како нервни систем препознаје молекуле разних мириса.... "За мене, је ово био монументални проблем и дивна слагалица на коју сам била упецана“ (наводи Бак у својим делима).
„У то време, мирисни рецептори још нису били откривени. Бак је кренуо да их пронађе. Радећи своју дисертацију са сарадницима у лабораторији Аксел на Универзитету Колумбија, и до 15 сати дневно неколико узастопних година, пре него што су је заједно са др Ричардом Акселом пронашла фамилију од око 1.000 гена који кодирају мирисне рецепторе у слузокожи носа“ .
За ова открића Линда Бак је заједно са колегом истраживачем Ричардом Акселом освојила 2004 Нобелову награду за физиологију или медицину.